# Красноярово (Дульдургинський район)
Красноя́рово (рос. Красноярово) — село у складі Дульдургинського району Забайкальського краю, Росія. Входить до складу Бальзінського сільського поселення.

## Населення
Населення — 202 особи (2010; 230 у 2002).
Національний склад (станом на 2002 рік):
- росіяни — 91 %